# 드레드 스콧 대 샌드퍼드 사건
드레드 스콧 대 샌드퍼드 판결(영어: Dred Scott v. Sandford, 60 U.S. (19 How.) 393, 1857년 3월 7일)은 노예제도에 대한 미국 연방 대법원의 판결이다.
이 판결에서 미국 연방 대법원은 노예로 미합중국에 들어온 흑인과 그 후손은 그가 노예이든 노예가 아니든 미국 헌법 아래 보호되지 않으며, 미국 시민이 될 수 없기 때문에 연방 법원에 제소할 권리가 없다고 결정하였다. 또한 연방 정부가 미국 영토 내의 노예제도를 금지할 권리가 없다고 판결하고, 정당한 법의 절차 없이 주인으로부터 노예를 빼앗을 수 없다고 판결했다.
드레드 스콧은 주인과 함께 자유주로 갔으며, 자신의 자유를 위해 소송을 시도했다. 대법원장인 로저 토니가 작성한 7-2의 판결문에서 미 연방 대법원은 스콧의 요청을 기각하고, 미국 역사상 두번째로 미국 의회법안이 헌법에 일치하지 않는다는 판결을 했다.
로저 토니는 그의 판결로 노예제도에 대한 의문이 영원히 해결되기를 원했지만, 그 판결은 즉각 대중적인 비난을 불러왔다. 대부분의 학자들과 많은 동시대의 정치인(당시 새로 설립된 공화당의 지도부)들은 영토 내에서 노예제도에 대한 그의 판결이 종전의 판례에 맞지 않으며, 단지 방론일 뿐이라고 여겼다. 이 판결은 남북 전쟁의 간접적인 기폭제가 되었고, 전쟁 후 미국 수정 헌법 제13조·제14조·제15조로 대체되었다. 이 판결은 미국 연방 대법원 역사상 가장 최악의 편결로 여겨지고 있다.

## 판결의 배경

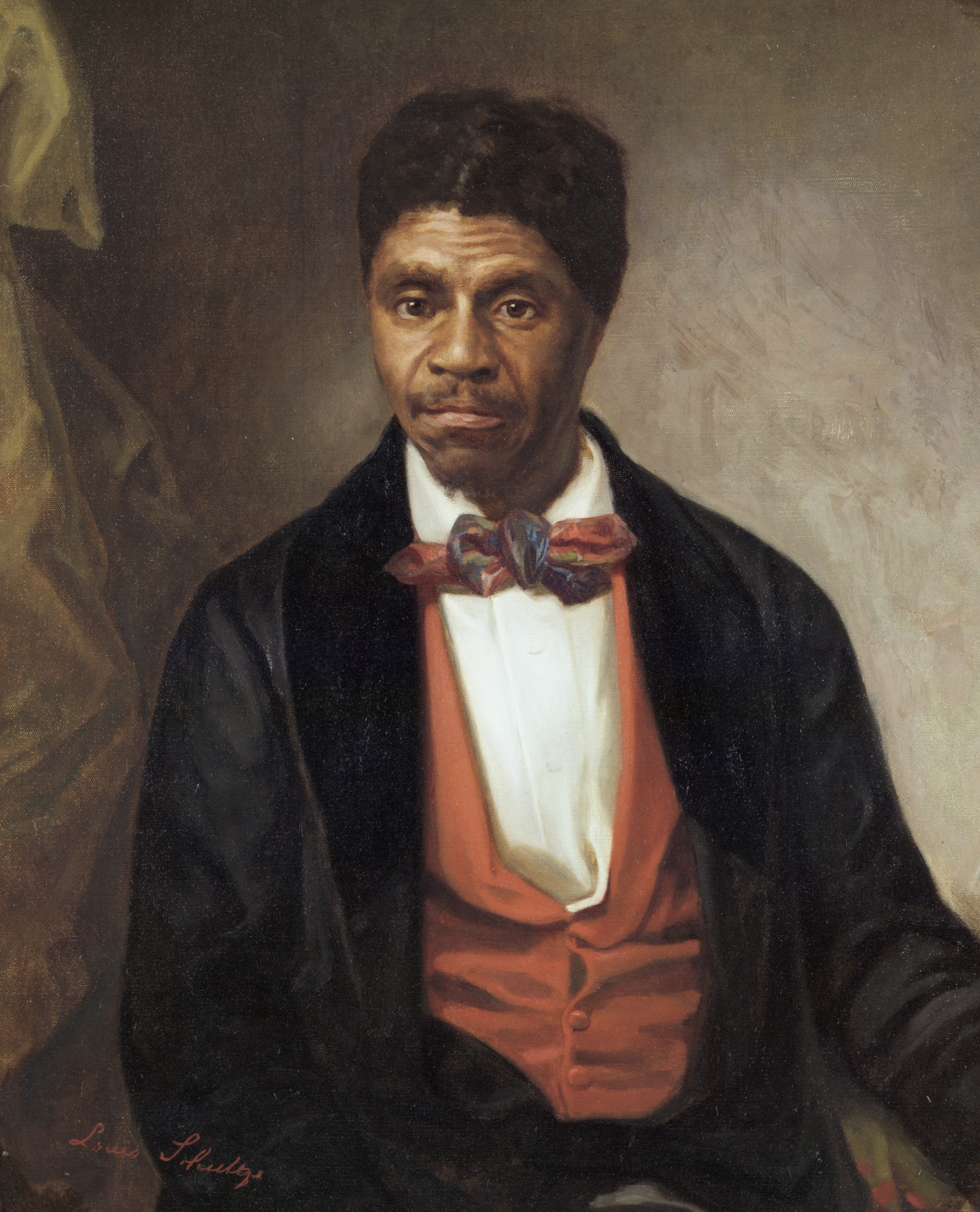
드레드 스콧의 초상화

드레드 스콧은 세인트루이스 출신의 미국 육군 군의관 존 에머슨(John Emerson) 소유의 노예였다. 군인인 에머슨은 처음에는 일리노이로, 그 다음은 위스콘신 준주로 전임되었고 그는 새로운 부임지로 옮겨갈 때마다 스콧을 데리고 다녔다. 1846년에 에머슨이 죽자 스콧은 세인트루이스로 돌아왔는데, 거기서 그는 자청해서 도와주겠다는 노예제 폐지론자인 변호사들의 부추김을 받아서 에머슨의 미망인에게 소송을 제기하여 자유를 요구했다. 그는 자신은 연방법에 의하여 노예제도가 금지된 일리노이와 1820년의 미주리 절충안의 규정들에 의해 노예제도가 불법인 위스콘신 준주에서 오랫동안 살았으므로 자유인이 되었다는 것이다. 미주리 주법원이 스콧에게 불리한 판결을 내리자, 그의 변호사들은 대법원에 상고하였고, 대법원은 1857년에 판결을 내렸다.

## 재판
1846년, 스콧은 에머슨을 상대로 소송을 제기한다. 스콧 측은 소머셋 대 스튜어트 판결, 위니 대 화이트사이즈 판결, 레이첼 대 워커 판결에 기초해 노예 제도가 금지된 지역에서 상당시간 거주한 스콧은 자유인이 되어야 한다고 주장했다. 스콧 측의 변호사들은 스콧의 아내에 대해서도 같은 주장을 폈고, 더 나아가 자유주 사이의 증기선에서 태어난 부부의 아이는 처음부터 노예가 아니라고 주장했다.
1847년 6월, 스콧이 실제로 에머슨의 미망인이 소유한 노예라는 사실을 증언할 참고인이 없어 이 소송은 기각되었다.
노예제도에 반대하는 북부출신의 대법원 판사들은 스콧의 편을 들었고, 노예제를 옹호하는 남부출신의 판사들은 미주리 주법원의 판결을 지지했다. 노예주인 메릴랜드주 출신인 재판장 로저 토니(Roger B. Taney)가 다수 의견을 작성했는데, 그것은 “노예 흑인도, 자유 흑인도 미국 시민이 아니며, 따라서 그들은 연방법원에 제소할 권리가 없다”고 주장했다. 그것은 지나친 주장이었지만 이 취지만으로도 사건을 종결짓는데 충분할 것이었는데, 토니는 훨씬 더 심한 주장을 했다. 그는 “노예제도를 금지하는 일리노이의 법은, 스콧이 노예주인 미주리로 되돌아온 순간 그에게 효력을 상실한다”고 주장했다. 게다가 그는 “위스콘신에서 적용된 법은 그것이 미국 헌법 수정 제5조를 침해한다는 점에서 위헌이기 때문에 효력이 없다”고 결론내렸다. 미국 헌법 수정 제5조는 정부가 개인의 생명, 자유 및 자산을 적절한 법의 절차에 의하지 아니하고는 박탈하지 못하게하는 것인데 - 노예는 명백히 ‘자산’이라는 것이었다.

## 관련 논문
- 정태욱, 〈민주주의와 법치주의의 관계에 대한 한 시론 : 미국의 노예제 폐지의 헌정사를 중심으로〉, 《서울대학교 법학》 49-3, 서울대학교 법학연구소, 2008년: 드레드 스콧 판결의 분석이 들어가 있다.

## 같이 보기
- 남북 전쟁의 원인